# Ignazio Marcoccio
Ignazio Marcoccio (Catania, 7 novembre 1913 – Catania, 28 gennaio 2012) è stato un dirigente sportivo e politico italiano.
Soprannominato rispettosamente Zio Ignazio, ha ricoperto numerosi incarichi amministrativi nello sport, nella politica e nel teatro: è stato presidente provinciale del CONI dal 1957 al 1994, presidente del Calcio Club Catania dal 1959 al 1969, sindaco di Catania dal 1972 al 1975, e presidente del Teatro Stabile di Catania dal 1979 al 1994.

## Biografia
Nacque a Catania il 7 novembre 1913, da Raffaele (1873-1969), imprenditore, e da Rosaria Arena, di cui era il secondo di cinque figli. Il padre era titolare di una nota fabbrica di letti e mobili in metallo della città etnea. Laureatosi in giurisprudenza nel 1937 alla Regia Università di Catania, non ha mai esercitato la professione forense; nel periodo universitario fece parte della sezione catanese dei Gruppi universitari fascisti. Al termine della seconda guerra mondiale si trasferì a Roma per lavorare con il CONI, della cui sezione provinciale di Catania è stato massimo dirigente per 37 anni.
Nel 1992, Marcoccio ha vinto la targa speciale USSI. Nel 2007 è stato insignito della Candelora d'Oro, la maggiore onorificenza della Città di Catania, legata alla festa della sua Santa Patrona, che viene annualmente assegnata a personalità di spicco catanesi che si sono distinti nei campi della scienza, dello spettacolo, del volontariato, dello sport e della cultura.
Sposato e padre di due figli, è morto a Catania il 28 gennaio 2012, all'età di 98 anni. Il maggiore dei suoi fratelli, Giuseppe (1912-1996), è stato arbitro di calcio e presidente della sezione provinciale di Catania dell'AIA nel 1947/1948 e nel 1949-51 (https://www.aiacatania.it/wp-content/uploads/2024/04/LibroSezAIA_90anni.pdf), e uno dei suoi fratelli minori, Umberto (1922-2010), è stato calciatore in Serie C, nel ruolo di attaccante, dell'AFC Catania dal 1940-41 al 1942-43, della Catanese Elefante nel 1945-46, e del Catania nel 1947-48, nonché dirigente e medico sociale della squadra rossoazzurra dal 1959 al 1976.

### Attività nello sport

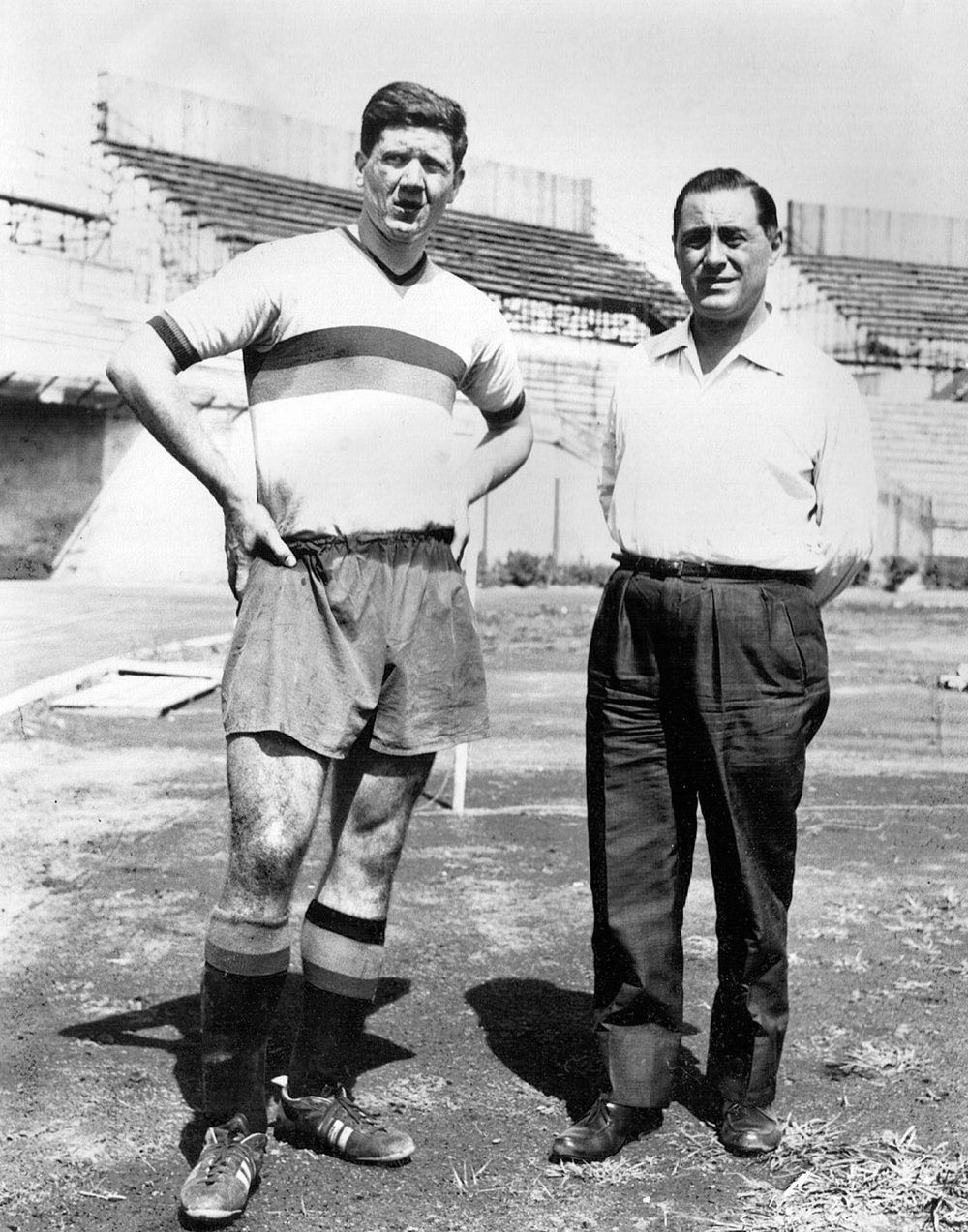
Marcoccio (a destra) con il calciatore tedesco Horst Szymaniak

Marcoccio ebbe una breve ma non fortunata carriera da calciatore negli anni trenta, tra le file delle riserve dell'AFC Catania, dove giocava nel ruolo di attaccante. Nel dopoguerra iniziò a lavorare per il CONI, che lo nominò suo delegato per la Provincia di Catania nel 1957. Ricoprì detto incarico di massimo dirigente della sezione provinciale catanese del CONI ininterrottamente per quasi un quarantennio, fino al 1994. In tale veste, assieme a Marco Mannisi, nel 1960 organizzò la prima edizione del Trofeo Sant'Agata, gara podistica internazionale che si svolge a Catania nel corso dei festeggiamenti annuali della Santa Patrona, su di un circuito ricavato nelle strade del centro storico il pomeriggio del 3 febbraio. Sempre con Mannisi, ideò il Trofeo Trinacria d'Oro di ginnastica artistica, anch'essa di livello internazionale, la cui prima edizione di svolse al palazzetto dello sport di Catania nel 1979.
II 16 marzo 1959, Giuseppe Pasquale, presidente della Lega Nazionale Professionisti, lo nominò commissario straordinario del Club Calcio Catania: la società rossoazzurra era sull'orlo del fallimento dopo le dimissioni del presidente Arturo Michisanti. Questi lasciò la società con una disastrosa situazione finanziaria, che spinse Marcoccio dopo appena tre mesi, a rassegnare le proprie dimissioni dall'incarico, poi rientrate, a seguito della concessione in suo favore di un mutuo di 120 milioni di lire da parte del Comune di Catania, su decisione del consiglio comunale che votò in maniera unanime alla delibera, approvata il 4 agosto.
Ottenuto l'importante contributo economico dal Comune, con la collaborazione dei dirigenti Michele Giuffrida e Silvestro Stazzone, poté così cominciare a ricostruire la squadra, reduce da un campionato mediocre. Confermato Carmelo Di Bella come allenatore, il Catania, che nella stagione 1959-60 si piazzò al terzo posto in Serie B alle spalle di Lecco e Torino, ottenne l'accesso alla massima serie. Con Marcoccio alla guida amministrativa e Di Bella alla guida tecnica, il Catania giocò per sei stagioni consecutive in Serie A, dal 1960-61 al 1965-66, e per tre volte si piazzò all'ottavo posto in classifica. Tra i giocatori acquistati dal Grande Catania dell'era Marcoccio-Di Bella si ricordano Amilcare Ferretti, Giuseppe Vavassori, Salvador Calvanese, Giancarlo Danova, Carlo Facchin, Bruno Petroni, Cinesinho e Horst Szymaniak. 
L'8 aprile 1967, il Catania divenne società per azioni, e Marcoccio che non accettò tale trasformazione, si dimise dalla guida del club rossoazzurro due anni più tardi. Gli succedette, il costruttore edile Angelo Massimino, eletto presidente del club il 25 ottobre 1969, e rimasto come presidente onorario, si staccò completamente dopo la promozione in Serie A nella stagione 1969-70.
Nel 1970, Marcoccio fu tra i promotori della nascita della Federazione Gioco Calcio Femminile, una piccola lega sorta a Catania. Insieme a Salvatore Coco, futuro sindaco della città, partecipò alla festa per la Coppa Città di Catania, prima (e ultima) manifestazione organizzata dalla Fgcf ed è ricordato quindi tra i pionieri di questo sport in città.
Nel maggio 2004, l'imprenditore Antonino Pulvirenti diventa proprietario del Calcio Catania, e questi nomina Marcoccio presidente onorario della società rossoazzurra. Il Catania, nella stagione 2005-06 ha conquistato la promozione in Serie A: per Marcoccio si trattava della terza da dirigente rossazzurro, un record per la squadra.

### Attività politica

Passaggio di consegne al Comune di Catania tra Salvatore Micale e Ignazio Marcoccio.

L'ingresso in politica di Marcoccio avvenne in occasione delle elezioni amministrative del 1960, con la candidatura al consiglio comunale di Catania tra le file della Democrazia Cristiana, in cui ottenne 7.169 preferenze, ma la sua elezione fu invalidata due anni più tardi dalla Giunta Provinciale Amministrativa che accolse il ricorso presentato da un altro candidato, che contestava la sua eleggibilità in quanto presidente del Catania. Nel 1962, il sindaco della città etnea Salvatore Papale lo nominò assessore comunale con delega allo sport, alla quale si aggiunsero successivamente quelle al turismo, allo spettacolo e ai lavori pubblici, assegnategli sotto le sindacature Drago, Gulli e Micale. Marcoccio ricoprì l'incarico assessoriale fino al 1972. 
Ricandidatosi al consiglio comunale con la DC nel 1970, fu eletto sindaco del capoluogo etneo dall'assise civica due anni più tardi, a capo di una giunta di centrosinistra formata da DC, PRI e PSDI, che durò fino al 1975. Alle successive amministrative, si ricandidò come secondo nelle liste della DC dopo Domenico Magrì, con quest'ultimo poi eletto sindaco, e rieletto con 5.925 preferenze, fu consigliere comunale per l'intero quinquennio 1975-80.
Marcoccio fu anche presidente del comitato esecutivo per i festeggiamenti in onore della patrona cittadina Sant'Agata, carica che assunse quando divenne assessore comunale e che mantenne fino al 1993.

### Attività nel teatro
Oltre allo sport, altra passione di Marcoccio era il teatro, e nel 1958 fu tra i soci fondatori dell'Ente Teatro di Sicilia, che quattro anni più tardi sarebbe divenuto il Teatro Stabile.
Del Teatro Stabile di Catania fu presidente dal 1979 al 1994, vicepresidente dal 1994 al 2007, e presidente onorario dal 2008 su nomina dell'allora presidente Pietrangelo Buttafuoco. Nel 1978-79, ricoprì anche l'incarico di delegato del sindaco al Teatro Massimo Vincenzo Bellini di Catania.